# Atractus werneri
Atractus werneri är en ormart som beskrevs av Peracca 1914. Atractus werneri ingår i släktet Atractus och familjen snokar. Inga underarter finns listade.
Arten förekommer i Colombia i departementet Cundinamarca. Den vistas i bergstrakter mellan 1200 och 1800 meter över havet. Honor lägger ägg.